# Pflegerschloss Frankenburg

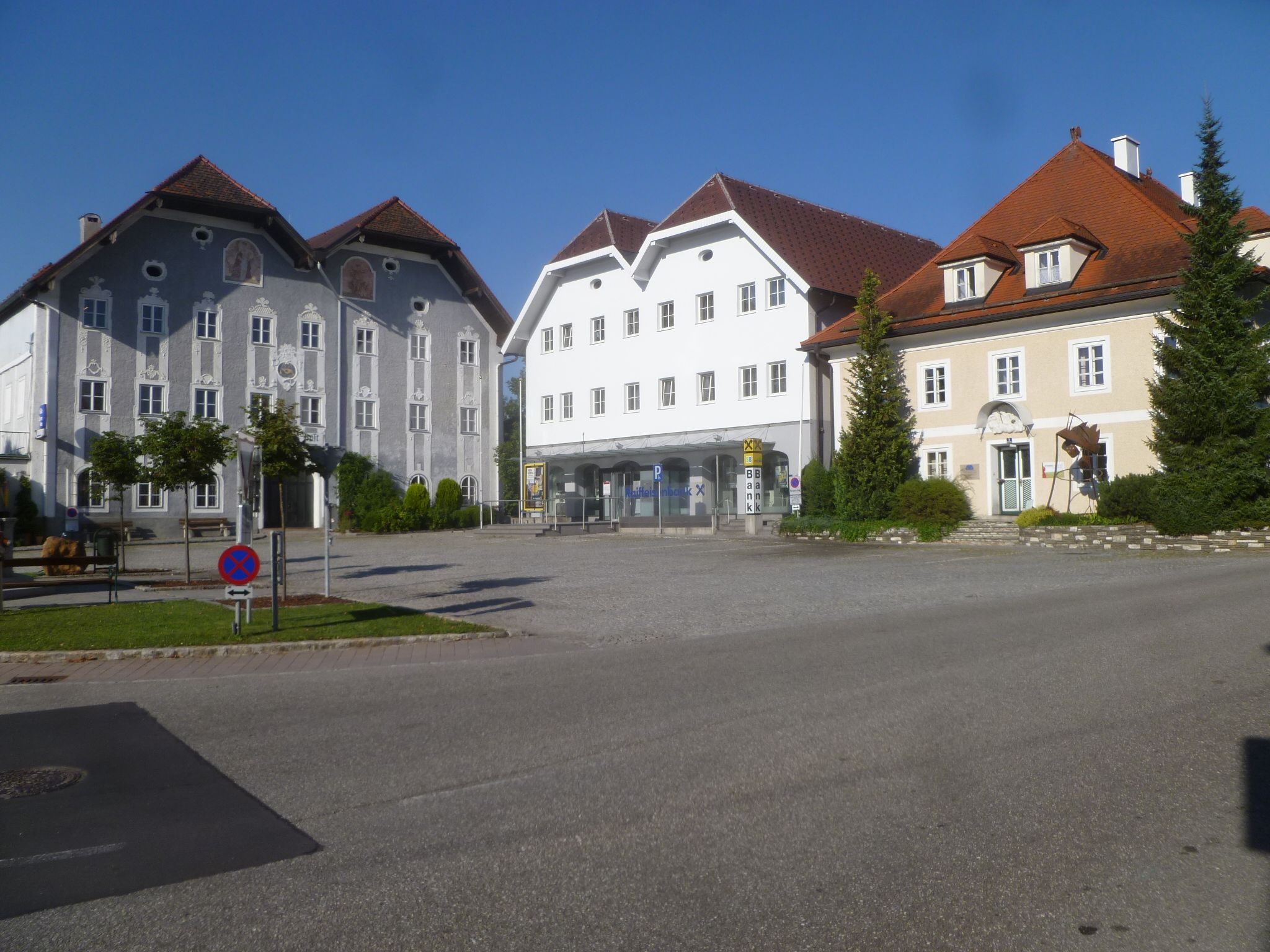
Gesamtanlage des früheren Pflegerschlosses

Das Pflegerschloss Frankenburg liegt in der Gemeinde Frankenburg am Hausruck im Bezirk Vöcklabruck von Oberösterreich (Marktplatz Nr. 1 und 3).

## Geschichte
Das Gebäude im damals Zwispaln genannten Frankenburg wurde von dem Pfleger Wolfgang Auer von Gunzing 1512 erbaut und diente als Verwaltungssitz für die Besitzungen Kammer, Frankenburg und Kogl des Wolfgang von Polheim. Weitere Pfleger waren Oswald Haslinger (um 1510), Hektor von Trennbach (1540, 1550) und Ludwig Rainer (1552). 1575 wurde das Gebäude bereits als „neues Schloss“ bezeichnet (die frühere Veste Frankenburg am Hofberg war baufällig geworden und wurde verlassen). Um 1577 wurde das Gebäude um ein weiteres Stockwerk erhöht, um Wohnräume für die Herrschaft zu schaffen.

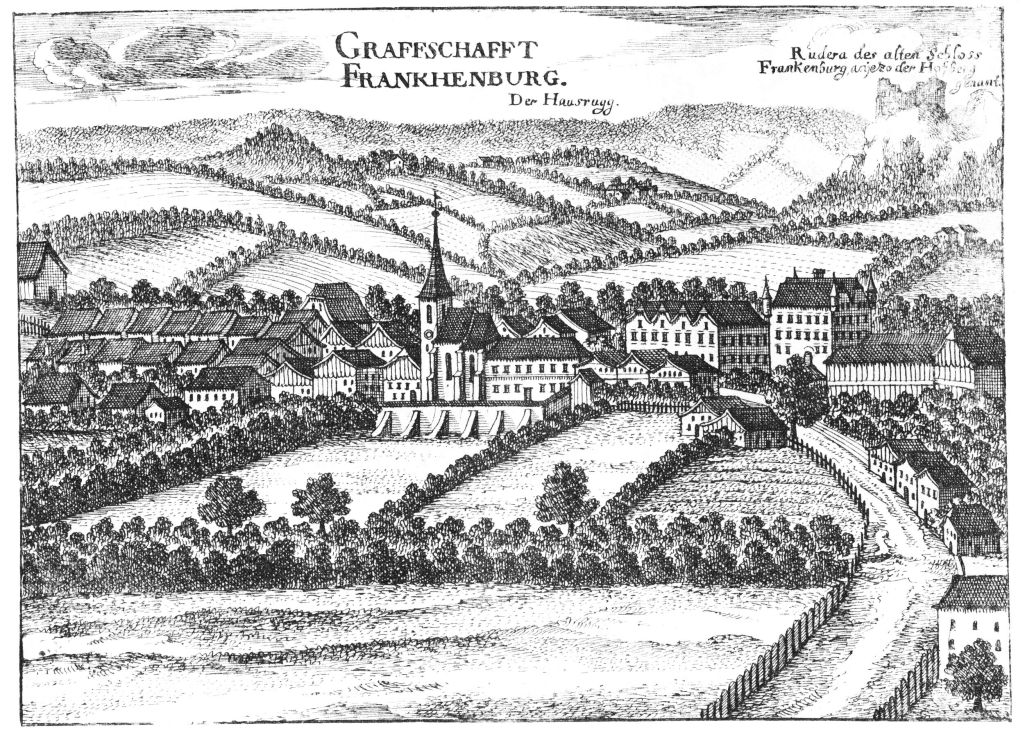
Frankenburg mit dem Pflegerschloss nach einem Stich von Georg Matthäus Vischer

Die Herrschaft Frankenburg gelangte 1550 als Pfand an Hans Hofmann von Grünbühel. 1570 wurde das Pfand wieder eingelöst und Kaiser Rudolf II. verkaufte die frei gewordenen Herrschaften Kammer, Frankenburg und Kogl an Freiherrn Johann Khevenhüller, damals Botschafter in Spanien. Zur Standeserhöhung Khevenhüllers wurde 1593 die Herrschaft Frankenburg zur Grafschaft erhoben. 1621 erhielt der „aigenthumbliche Hoffmarckhts Fleckhen Zwispaln“ von Kaiser Ferdinand II. das Marktrecht und den neuen Namen Frankenburg verliehen. Berüchtigt wurde Frankenburg durch das „Frankenburger Würfelspiel“, wobei die Erinnerung daran durch das gleichnamige Theaterstück aufrechterhalten wird.
Bis 1810 blieb die Herrschaft in der Hand der Familie Khevenhüller, wobei diverse Administratoren den Besitz verwalteten (so z. B. Florian Maximus Clodi, der spätere Besitzer von Schloss Ebenzweier), dann ging der Besitz an Andreas Pausinger über und 1849 an Franz Schaupp.

## Das Pflegerschloss einst und jetzt
Wie auf dem Stich von Georg Matthäus Vischer von Frankenburg zu sehen ist, war das Pflegerschloss ein dreigeschoßiger Bau mit einem Grabendach und vier Scharwachttürmen. Das Gebäude war durch dekorative Fenstergewände optisch gegliedert. Das daneben stehende Gebäude mit vierfachem Grabendach gehörte zu dem Amtssitz.
Von dem Pflegerschloss ist nach einer Renovierung nur mehr ein zweigeschoßiger Bau übrig; das gut renovierte Gebäude diente eine Zeit lang als Pfarrhof. Daran erinnert noch die über der Eingangstür befindliche Dreifaltigkeitsdarstellung. Heute sind in dem Gebäude mehrere Anwaltskanzleien untergebracht. Vor dem Gebäude ist eine Plastik (Titel: „Göstern – Heunt – Morgin“) des Eisenkünstlers Hanns Mistelbauer aufgestellt, mit der dem Frankenburger Würfelspiel gedacht wird. Die beiden nebenstehenden Gebäude (Gasthof zur Post, Raiffeisenbank) dürften zum Pflegerschloss gehört haben.

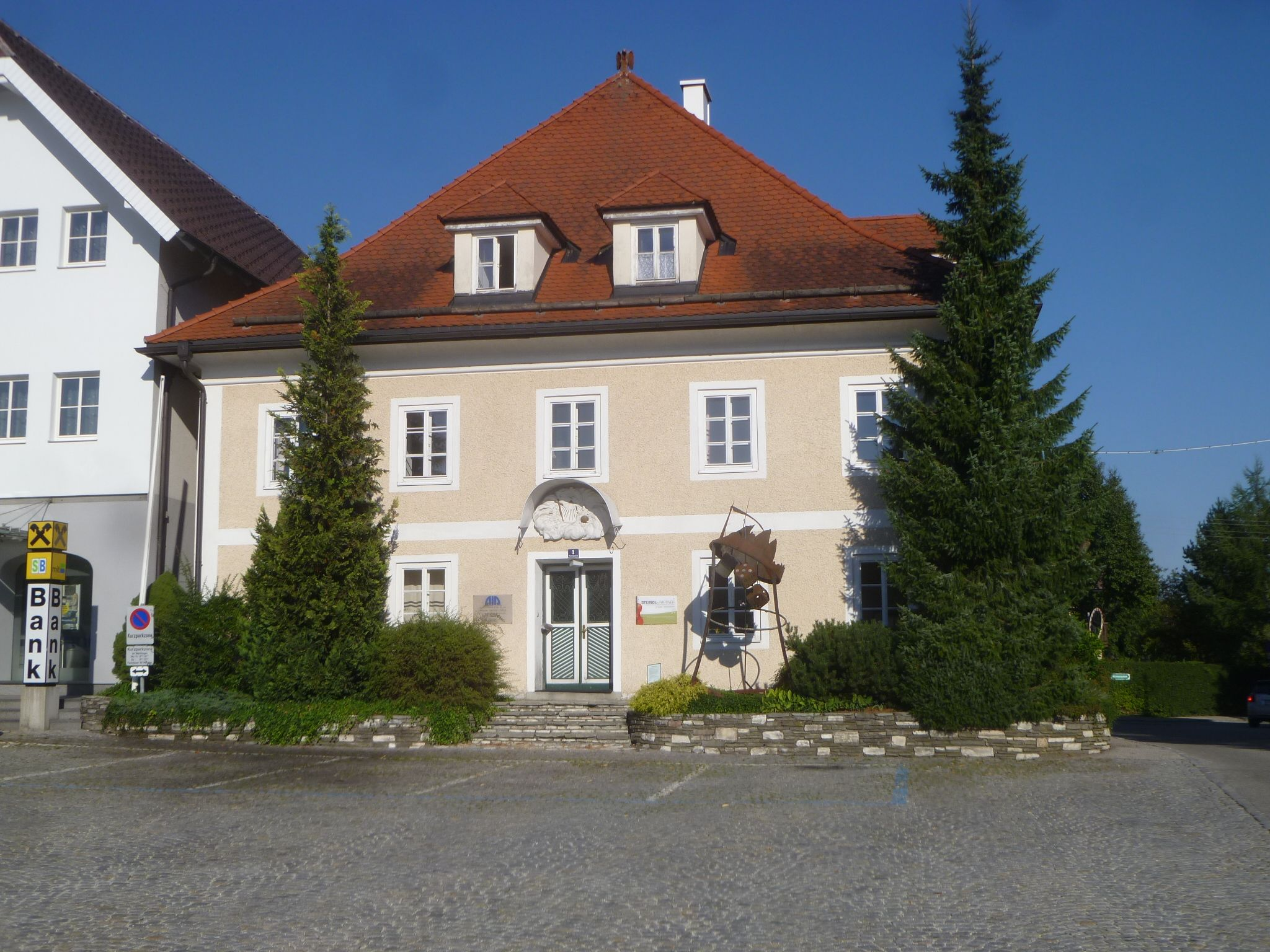
Pflegerschloss heute
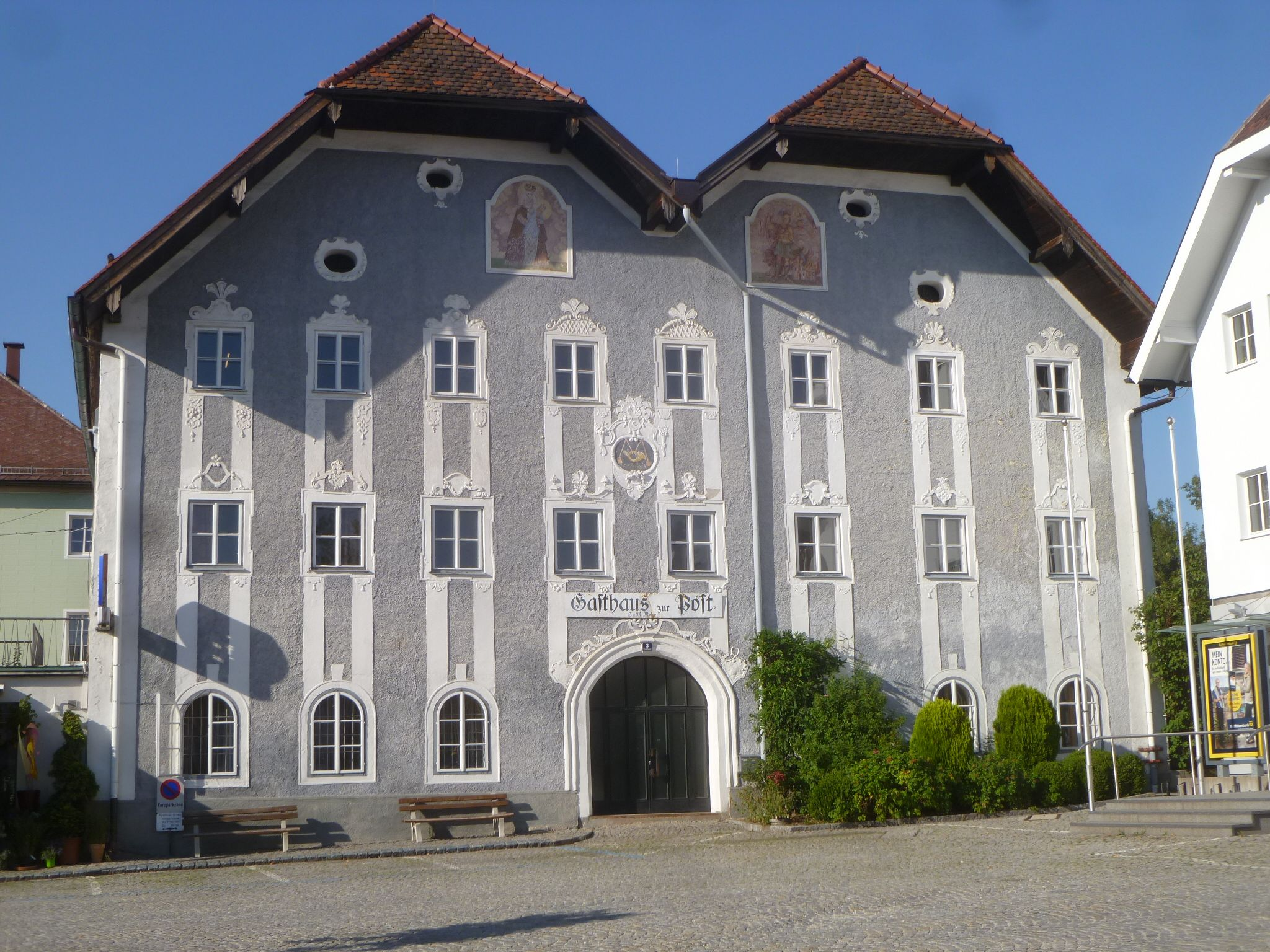
Gasthaus zur Post (früheres Nebengebäude des Pflegerschlosses)
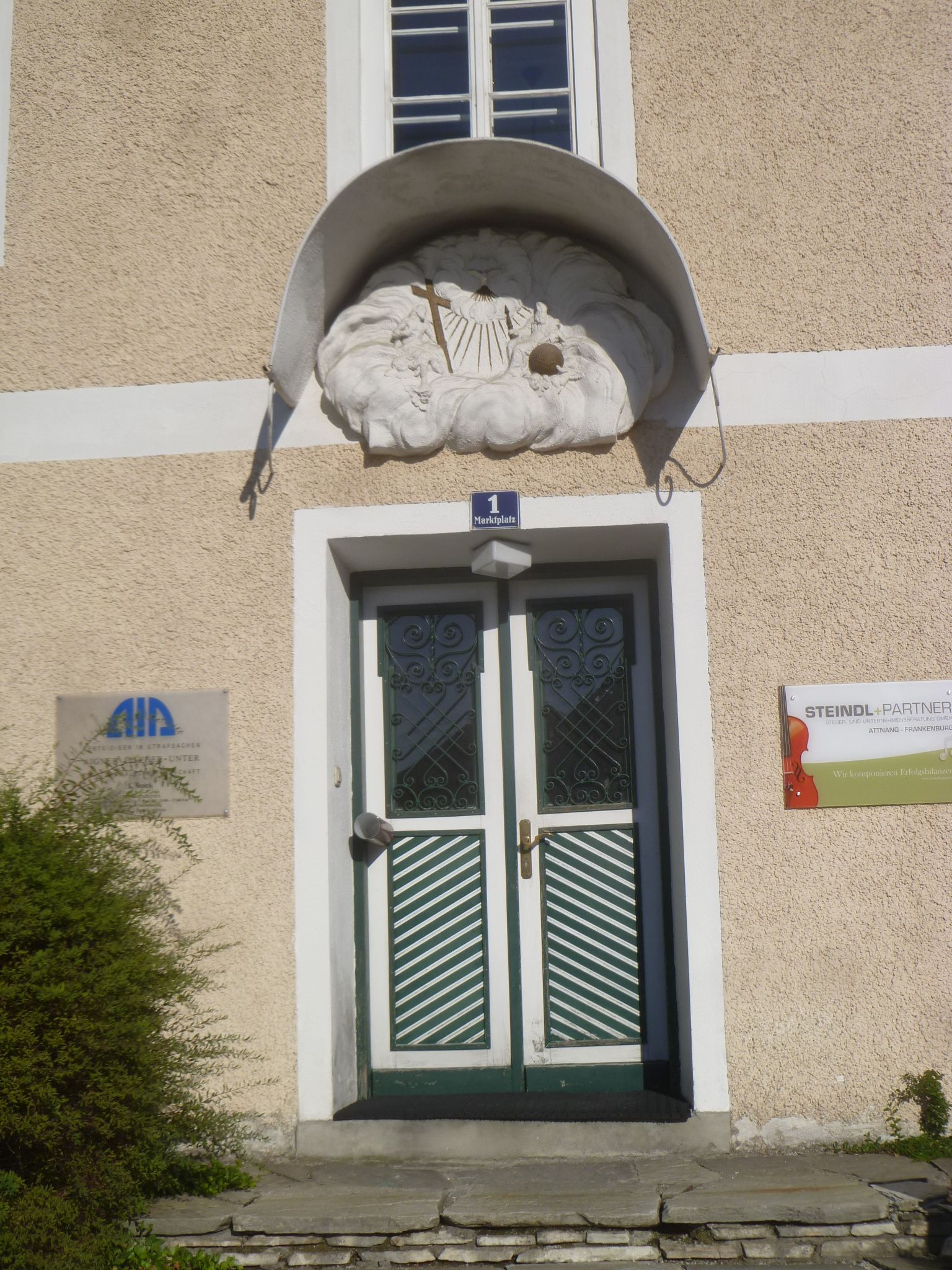
Eingang zum früheren Pfarrhof
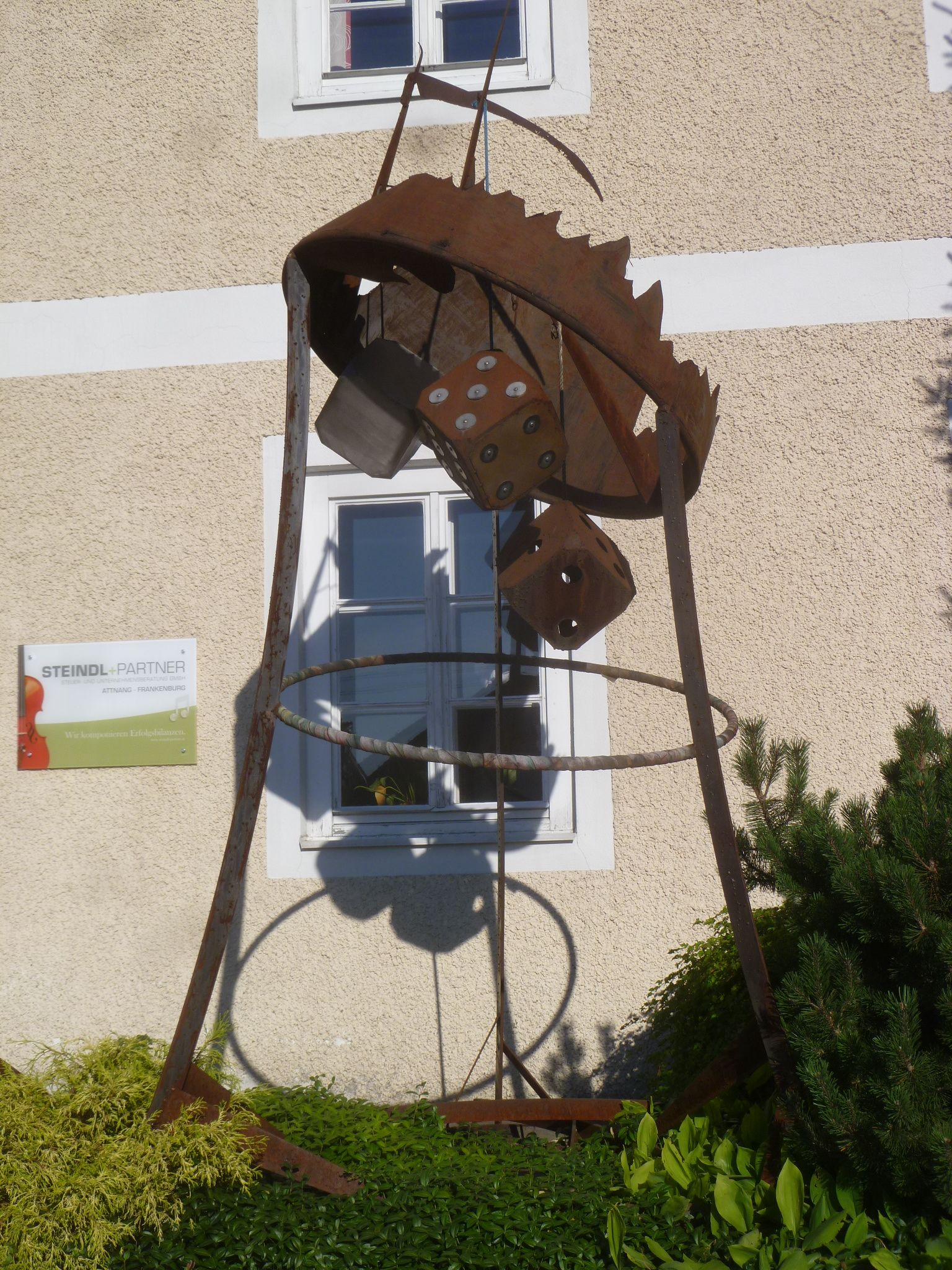
Eisenplastik „Göstern – Heunt – Morgin“ von Hanns Mistelbauer